# We Shall Overcome

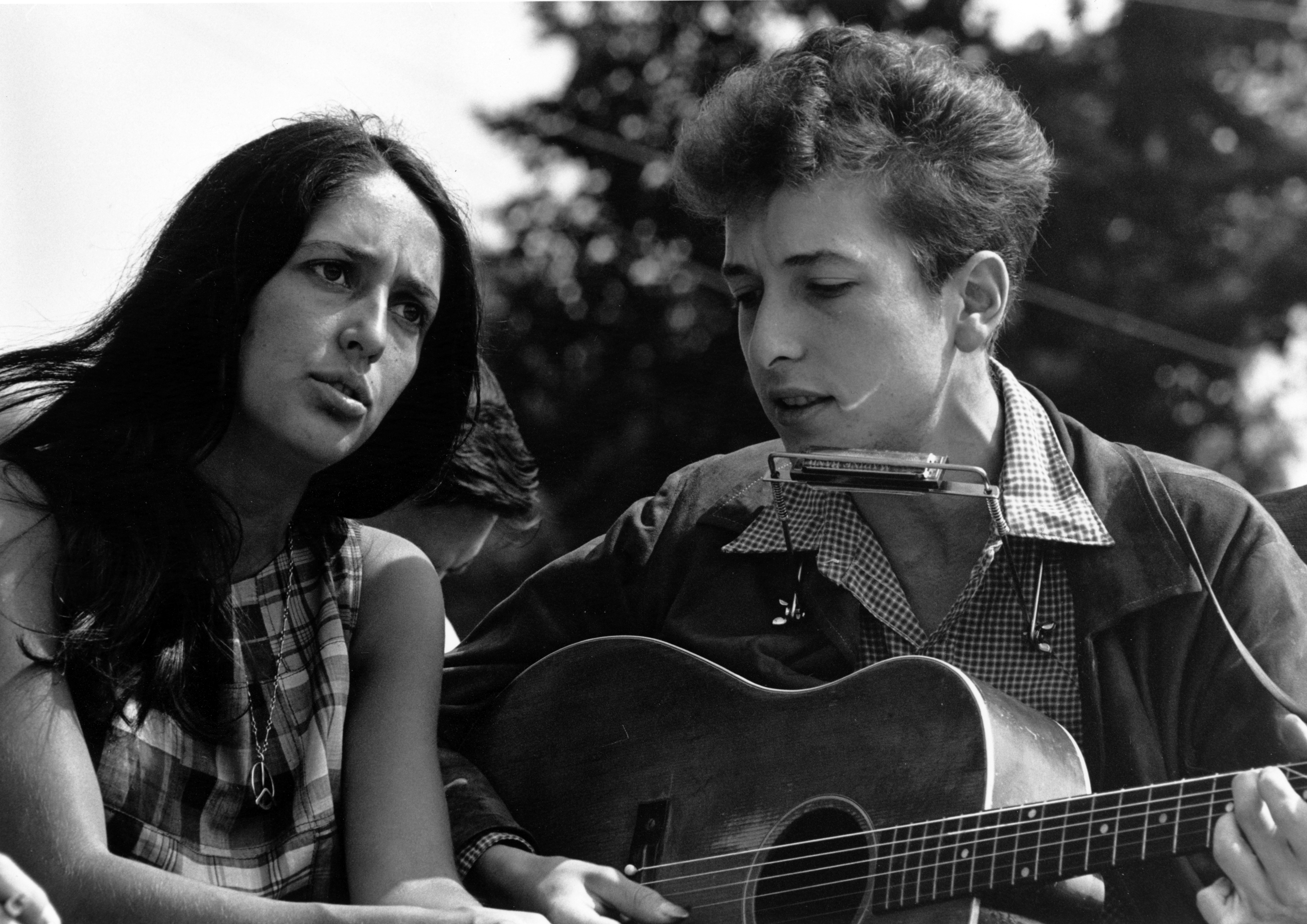
Baez és Dylan

A We Shall Overcome (Győzni fogunk!) című dal az 1960-as évek emberjogi mozgalmainak himnusza volt.
A dal születését egyesek egészen 1901-ig vezetik vissza, míg mások egy 1930-as gospelszámból eredeztetik. Már az 1940-es években munkásmozgalmi dallá vált, majd az 1960-as években Guy Carawan amerikai folkzenésznek köszönhetően széles körben népszerűvé vált. Carawan afroamerikai diákok előtt játszotta el 1960-ban Raleigh-ben, ezután sebesen elterjedt az egyenlő jogokért küzdők között.
1965-ben, amikor Martin Luther King egy nagyobb demonstrációt vezetett Selmából Montgomerybe, a tömeg ezt énekelte. King a meggyilkolása előtti utolsó prédikációjában is idézte a szövegét. 
Seeger szerint senki nem tudja, hogy a dalt ki írta. 
A We Shall Overcome végleges verziója Pete Seegernek köszönhető, legismertebb (többek között milliós tüntetéseken elénekelt) előadása pedig leginkább Joan Baeznek. Joan Baez 2009-ben a prágai Vencel téren is előadta, ahol ott volt a színpadon Václav Havel is, és együtt énekelt vele. Itt látható videónkon pedig Barack Obama és családja is a többiekkel énekli a refrént. Ezt a dalt szinte kötelezően így, közösen szokás megélni.

## Dalszöveg
We shall overcome

We shall overcome

We shall overcome some day

Oh, deep in my heart

I do believe

We shall overcome some day

We'll walk hand in hand

We'll walk hand in hand

We'll walk hand in hand some day

We shall all be free

We shall all be free

We shall all be free some day

We are not afraid

We are not afraid

We are not afraid some day

We are not alone

We are not alone

We are not alone some day

The whole wide world around

The whole wide world around

The whole wide world around some day

We shall overcome

We shall overcome

We shall overcome some day